# Riu Pollós
Riu Pollós är ett vattendrag i Andorra. Det ligger i parroquian La Massana, i den västra delen av landet. Riu Pollós mynnar i Riu d'Arinsal.
I trakten runt Riu Pollós växer i huvudsak barrskog.